# Unione Sportiva Torrese 1950-1951
Questa voce raccoglie le informazioni riguardanti la Torrese nelle competizioni ufficiali della stagione 1950-1951.

## Stagione
La stagione 1950-1951 fu la 29ª stagione sportiva del Savoia, la 6ª con il nome di Torrese.
Serie C 1950-1951: 19º posto

## Divise
| Manica sinistra · Maglietta · Manica destra · Pantaloncini · Calzettoni |

## Organigramma societario
Area direttiva
- Presidente:  Salvatore Izzo poi  Pasquale Monaco
- Dirigenti: Antonio Carotenuto, Antonio Dell'Elmo, Giuseppe Villano, Matteo Matuozzo, Vincenzo Pepe

Area tecnica
- Allenatore:  Enrico Colombari

## Rosa
| N. |                   | Ruolo | Calciatore          |
| -- | ----------------- | ----- | ------------------- |
|    | Italia (bandiera) | P     | Ugo Frassinelli I   |
|    | Italia (bandiera) | P     | Alberto Nasto       |
|    | Italia (bandiera) | D     | Antonio Del Giudice |
|    | Italia (bandiera) | C     | Giulio Negri        |
|    | Italia (bandiera) | C     | Antonio Resmini     |
|    | Italia (bandiera) | A     | Giovanni Castagnola |
|    | Italia (bandiera) | A     | Pasquale Gagliardi  |
|    | Italia (bandiera) |       | Tobia Ammendola     |
|    | Italia (bandiera) |       | Ammendola II        |
|    | Italia (bandiera) |       | Giovanni Bagni      |

| N. |                   | Ruolo | Calciatore              |
| -- | ----------------- | ----- | ----------------------- |
|    | Italia (bandiera) | A     | Eugenio Calleri         |
|    | Italia (bandiera) |       | Pasquale Castelluccio   |
|    | Italia (bandiera) |       | Carlo Di Lauro          |
|    | Italia (bandiera) |       | Giovanni Frassinelli II |
|    | Italia (bandiera) |       | Antonio Gilbo           |
|    | Italia (bandiera) |       | Giovanni Giovannini     |
|    | Italia (bandiera) |       | Michele Merluzzo        |
|    | Italia (bandiera) |       | Leonardo Sfera          |
|    | Italia (bandiera) |       | Zamboni                 |

## Calciomercato
| Acquisti | Acquisti           | Acquisti  | Acquisti |
| R.       | Nome               | da        | Modalità |
| -------- | ------------------ | --------- | -------- |
| A        | Pasquale Gagliardi | Gladiator |          |

| Cessioni | Cessioni | Cessioni | Cessioni   |
| R.       | Nome     | a        | Modalità   |
| -------- | -------- | -------- | ---------- |
|          |          |          | definitivo |

## Risultati

### Serie C

#### Girone di andata
| Torre Annunziata 24 settembre 1950 1ª giornata | Torrese        | 0 – 1 | Reggina | Campo Formisano\| Arbitro: \| De Fano (Bari) \| |
| Arbitro:                                       | De Fano (Bari) |       |         |                                                 |

| Cosenza 1º ottobre 1950 2ª giornata | Cosenza            | 3 – 0 | Torrese | \| Arbitro: \| Agroppi (Piombino) \| |
| Arbitro:                            | Agroppi (Piombino) |       |         |                                      |

| Torre Annunziata 8 ottobre 1950 3ª giornata | Torrese          | 1 – 0 | Lecce | Campo Formisano\| Arbitro: \| Jonni (Macerata) \| |
| Arbitro:                                    | Jonni (Macerata) |       |       |                                                   |

| Acireale 15 ottobre 1950 4ª giornata | Acireale         | 3 – 0 | Torrese | \| Arbitro: \| Pranzo (Taranto) \| |
| Arbitro:                             | Pranzo (Taranto) |       |         |                                    |

| 22 ottobre 1950 5ª giornata |  | – Torrese riposa |  |  |

| Torre Annunziata 29 ottobre 1950 6ª giornata | Torrese              | 1 – 2 | Stabia | Campo Formisano\| Arbitro: \| Bernasconi (Firenze) \| |
| Arbitro:                                     | Bernasconi (Firenze) |       |        |                                                       |

| Maglie 5 novembre 1950 7ª giornata | Toma Maglie    | 4 – 0 | Torrese | \| Arbitro: \| Alfieri (Roma) \| |
| Arbitro:                           | Alfieri (Roma) |       |         |                                  |

| Torre Annunziata 12 novembre 1950 8ª giornata | Torrese             | 2 – 2 | Igea Virtus | Campo Formisano\| Arbitro: \| Gentile (Catanzaro) \| |
| Arbitro:                                      | Gentile (Catanzaro) |       |             |                                                      |

| Caserta 19 novembre 1950 9ª giornata | Casertana      | 4 – 1 | Torrese | \| Arbitro: \| De Fano (Bari) \| |
| Arbitro:                             | De Fano (Bari) |       |         |                                  |

| Torre Annunziata 26 novembre 1950 10ª giornata | Torrese           | 1 – 1 | Benevento | Campo Formisano\| Arbitro: \| Scaramella (Roma) \| |
| Arbitro:                                       | Scaramella (Roma) |       |           |                                                    |

| Caltanissetta 3 dicembre 1950 11ª giornata | Nissena          | 3 – 2 | Torrese | \| Arbitro: \| Pranzo (Taranto) \| |
| Arbitro:                                   | Pranzo (Taranto) |       |         |                                    |

| Torre Annunziata 10 dicembre 1950 12ª giornata | Torrese            | 2 – 0 | Catanzaro | Campo Formisano\| Arbitro: \| Famulari (Messina) \| |
| Arbitro:                                       | Famulari (Messina) |       |           |                                                     |

| Taranto 17 dicembre 1950 13ª giornata | Arsenaltaranto | 4 – 0 | Torrese | \| Arbitro: \| Alterio (Roma) \| |
| Arbitro:                              | Alterio (Roma) |       |         |                                  |

| Messina 24 dicembre 1950 14ª giornata | Arsenale Messina | 2 – 1 | Torrese | \| Arbitro: \| Marangio (Roma) \| |
| Arbitro:                              | Marangio (Roma)  |       |         |                                   |

| Torre Annunziata 31 dicembre 1950 15ª giornata | Torrese             | 1 – 1 | Crotone | Campo Formisano\| Arbitro: \| Lo Bello (Siracusa) \| |
| Arbitro:                                       | Lo Bello (Siracusa) |       |         |                                                      |

| Brindisi 6 gennaio 1951 16ª giornata | Brindisi           | 4 – 0 | Torrese | \| Arbitro: \| Famulari (Messina) \| |
| Arbitro:                             | Famulari (Messina) |       |         |                                      |

| Torre Annunziata 14 gennaio 1951 17ª giornata | Torrese     | 0 – 1 | Avellino | Campo Formisano\| Arbitro: \| Tosi (Roma) \| |
| Arbitro:                                      | Tosi (Roma) |       |          |                                              |

| Marsala 21 gennaio 1951 18ª giornata | Marsala        | 4 – 0 | Torrese | \| Arbitro: \| De Toma (Bari) \| |
| Arbitro:                             | De Toma (Bari) |       |         |                                  |

| Torre Annunziata 28 gennaio 1951 19ª giornata | Torrese              | 1 – 2 | Foggia | Campo Formisano\| Arbitro: \| Battistini (Bologna) \| |
| Arbitro:                                      | Battistini (Bologna) |       |        |                                                       |

#### Girone di ritorno
| Reggio Calabria 4 febbraio 1951 20ª giornata | Reggina          | 5 – 0 | Torrese | \| Arbitro: \| Pranzo (Taranto) \| |
| Arbitro:                                     | Pranzo (Taranto) |       |         |                                    |

| Torre Annunziata 11 febbraio 1951 21ª giornata | Torrese           | 1 – 2 | Cosenza | Campo Formisano\| Arbitro: \| Zolli (Pontedera) \| |
| Arbitro:                                       | Zolli (Pontedera) |       |         |                                                    |

| Lecce 18 febbraio 1951 22ª giornata | Lecce          | 2 – 0 | Torrese | \| Arbitro: \| Alterio (Roma) \| |
| Arbitro:                            | Alterio (Roma) |       |         |                                  |

| Torre Annunziata 25 febbraio 1951 23ª giornata | Torrese           | 1 – 1 | Acireale | Campo Formisano\| Arbitro: \| Cheli (La Spezia) \| |
| Arbitro:                                       | Cheli (La Spezia) |       |          |                                                    |

| 4 marzo 1951 24ª giornata |  | – Torrese riposa |  |  |

| Castellammare di Stabia 11 marzo 1951 25ª giornata | Stabia              | 4 – 0 | Torrese | \| Arbitro: \| Baldo (Alessandria) \| |
| Arbitro:                                           | Baldo (Alessandria) |       |         |                                       |

| Torre Annunziata 18 marzo 1951 26ª giornata | Torrese             | 1 – 1 | Toma Maglie | Campo Formisano\| Arbitro: \| Moratelli (Bologna) \| |
| Arbitro:                                    | Moratelli (Bologna) |       |             |                                                      |

| Barcellona Pozzo di Gotto 25 marzo 1951 27ª giornata | Igea Virtus      | 1 – 0 | Torrese | \| Arbitro: \| Elli (La Spezia) \| |
| Arbitro:                                             | Elli (La Spezia) |       |         |                                    |

| Torre Annunziata 1º aprile 1951 28ª giornata | Torrese           | 2 – 3 | Casertana | Campo Formisano\| Arbitro: \| Capriate (Genova) \| |
| Arbitro:                                     | Capriate (Genova) |       |           |                                                    |

| Benevento 8 aprile 1951 29ª giornata | Benevento         | 4 – 0 | Torrese | \| Arbitro: \| Scaramella (Roma) \| |
| Arbitro:                             | Scaramella (Roma) |       |         |                                     |

| Torre Annunziata 15 aprile 1951 30ª giornata | Torrese             | 0 – 0 | Nissena | Campo Formisano\| Arbitro: \| Annichini (Firenze) \| |
| Arbitro:                                     | Annichini (Firenze) |       |         |                                                      |

| Catanzaro 22 aprile 1951 31ª giornata | Catanzaro         | 4 – 1 | Torrese | \| Arbitro: \| Caputi (Molfetta) \| |
| Arbitro:                              | Caputi (Molfetta) |       |         |                                     |

| Torre Annunziata 29 aprile 1951 32ª giornata | Torrese      | 0 – 6 | Arsenaltaranto | Campo Formisano\| Arbitro: \| Forti (Roma) \| |
| Arbitro:                                     | Forti (Roma) |       |                |                                               |

| Torre Annunziata 6 maggio 1951 33ª giornata | Torrese         | 0 – 1 | Arsenale Messina | Campo Formisano\| Arbitro: \| Zandri (Ancona) \| |
| Arbitro:                                    | Zandri (Ancona) |       |                  |                                                  |

| Crotone 13 maggio 1951 34ª giornata | Crotone         | 7 – 0 | Torrese | \| Arbitro: \| Gardelli (Roma) \| |
| Arbitro:                            | Gardelli (Roma) |       |         |                                   |

| Torre Annunziata 20 maggio 1951 35ª giornata | Torrese | 0 – 2 Per rinuncia | Brindisi | Campo Formisano |

| Avellino 27 maggio 1951 36ª giornata | Avellino          | 9 – 0 | Torrese | \| Arbitro: \| Chilo (La Spezia) \| |
| Arbitro:                             | Chilo (La Spezia) |       |         |                                     |

| Torre Annunziata 3 giugno 1951 37ª giornata | Torrese            | 2 – 4 | Marsala | Campo Formisano\| Arbitro: \| Agroppi (Piombino) \| |
| Arbitro:                                    | Agroppi (Piombino) |       |         |                                                     |

| Foggia 10 giugno 1951 38ª giornata | Foggia      | 5 – 0 | Torrese | \| Arbitro: \| Tosi (Roma) \| |
| Arbitro:                           | Tosi (Roma) |       |         |                               |